# Heilgeiststraße 91 (Stralsund)

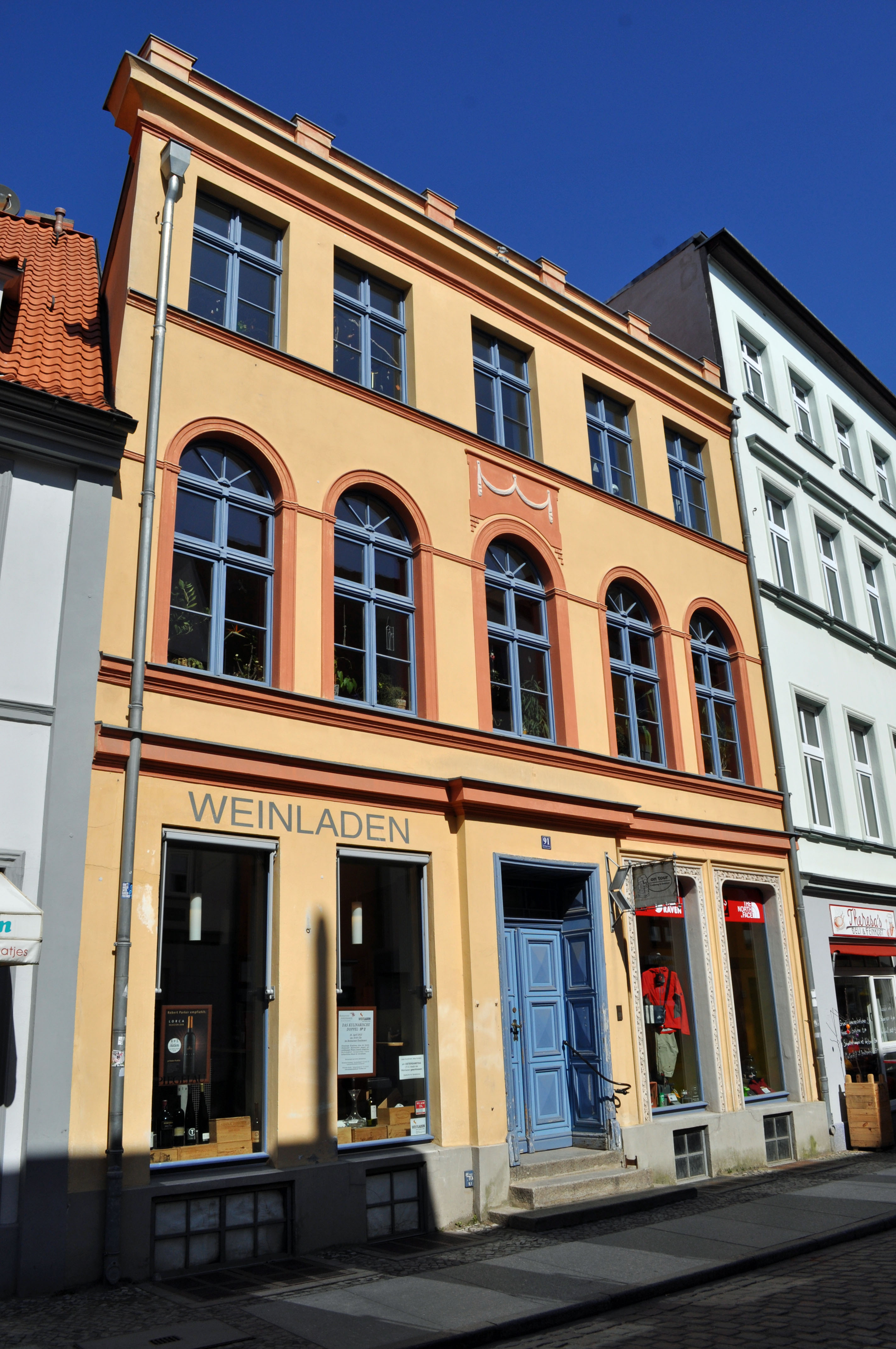
Das Haus Heilgeiststraße 91 in Stralsund (2012)

Das Gebäude mit der postalischen Adresse Heilgeiststraße 91 ist ein denkmalgeschütztes Bauwerk in der Heilgeiststraße in Stralsund.
Der dreigeschossige und fünfachsige Putzbau erhielt seine heutige Fassade bei einem Umbau in der Mitte des 19. Jahrhunderts. In den Jahren 1996 bis 1997 wurde das Haus saniert.
Gesimse trennen die Geschosse optisch. Das erste Obergeschoss ist durch hohe rundbogige Fenster hervorgehoben. Das mittlere dieser Fenster wird durch einen Putzspiegel mit aufgelegtem Feston bekrönt.
Ein Treppenhaus mit einer Treppe aus der Zeit um 1800 ist im Inneren erhalten.
Das Haus liegt im Kerngebiet des von der UNESCO als Weltkulturerbe anerkannten Stadtgebietes des Kulturgutes „Historische Altstädte Stralsund und Wismar“. In die Liste der Baudenkmale in Stralsund ist es mit der Nr. 347 eingetragen.